# Orgedeuil
Orgedeuil – miejscowość i gmina we Francji, w regionie Nowa Akwitania, w departamencie Charente.
Według danych na rok 1990 gminę zamieszkiwało 245 osób, a gęstość zaludnienia wynosiła 24osoby/km² (wśród 1467 gmin regionu Poitou-Charentes Orgedeuil plasuje się na 759. miejscu pod względem liczby ludności, natomiast pod względem powierzchni na miejscu 820.).